# جورج هنري كارسون
جورج هنري كارسون (بالإنجليزية: George Henry Carson)‏ هو سياسي أمريكي، ولد في 1832 في الولايات المتحدة، وتوفي في 20 نوفمبر 1901.